# 中国证券投资基金业协会
中国证券投资基金业协会，简称中国基金业协会，是中国大陆地区证券投资基金行业相关机构自愿结成的全国性、行业性、非营利性社会组织。

## 历史
成立于2012年6月6日，基金业协会是证券投资基金行业的自律性组织，是社会团体法人。